# Dobriša Cesarić

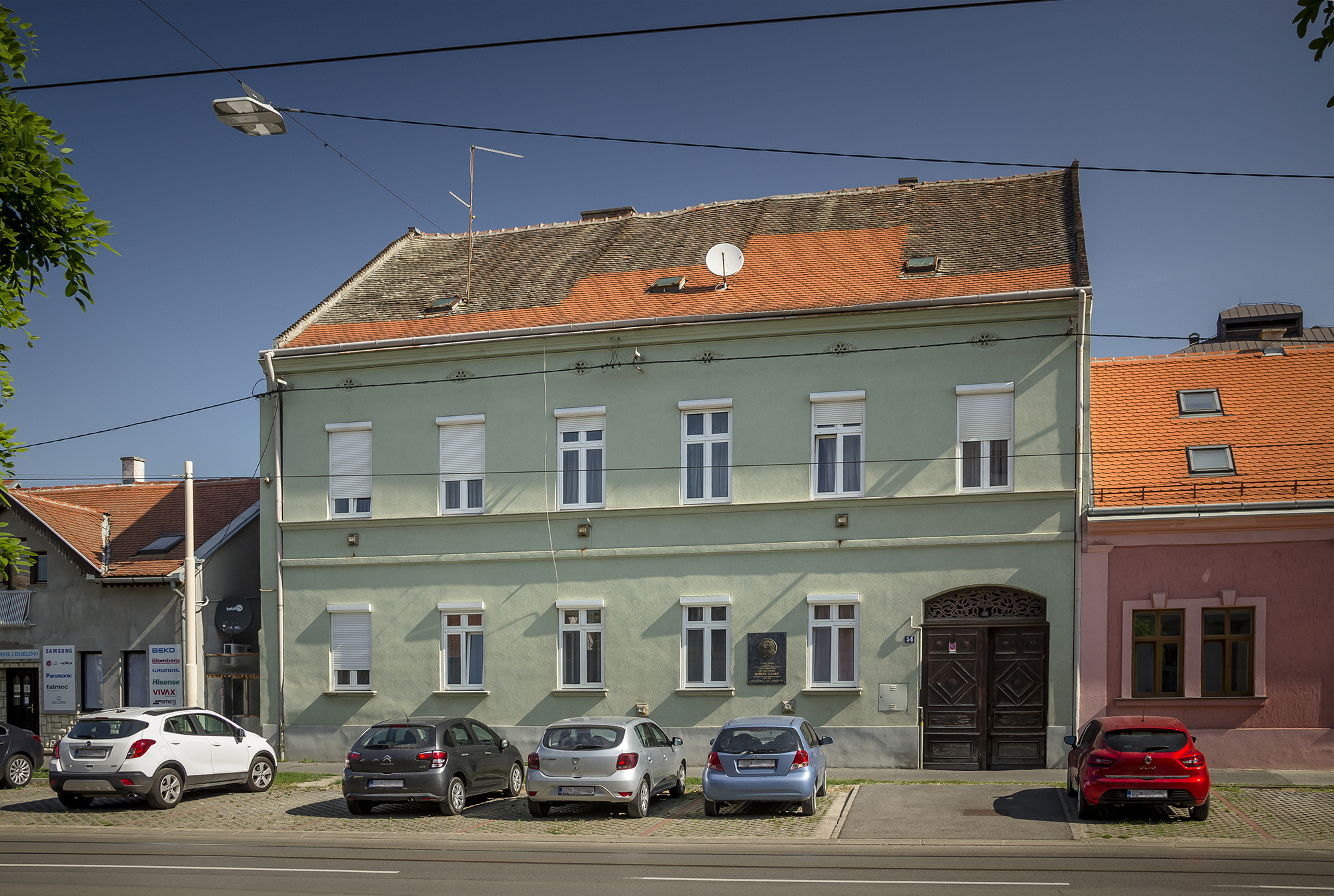
Dobriša Cesarić háza az Eszéken

Dobriša (Dobroslav) Cesarić (Pozsega, 1902. január 10. – Zágráb, 1980. december 18.) horvát költő és műfordító volt.

## Élete és pályafutása
Pozsegában született 1902. január 10-én. Apja Đura Cesarić (1868 – 1919) erdészmérnök, édesanyja, Marija Marković (1873 – 1956) volt. Gyermekkorát Eszéken töltötte, itt végezte el az általános iskolát és a gimnázium két alsó tagozatát. Az első világháború idején 1916-ban Zágrábba került, ahol elvégezte a középiskolát, majd az érettségi után 1920-ban az egyetem jogi karára, majd egy év után filozófia szakra iratkozott be. 1924-től 1926-ig a Horvát Tudományos és Művészeti Akadémia (HAZU) levéltárában, 1929-től 1941-ig a Higiéniai Intézet könyvtárosaként és a Közegészségügyi Iskola oktatójaként dolgozott. A Független Horvát Állam megalakulása után az oktatási minisztériumban, a Horvát Nyelvi Hivatalban dolgozott, majd a második világháború után a Horvát Kiadóvállalatnál és a Zora kiadónál szerkesztőként dolgozott. 1951-től a HAZU (Irodalmi Tanszék) rendes tagja, 1962-ben a Horvát Írószövetség elnöke volt. Dobriša Cesarić, minden idők egyik legnagyobb horvát költője 1980. december 18-án halt meg Zágrábban. A zágrábi Mirogoj temetőben temették el.

## Irodalmi tevékenysége
Cesarić tizennégy évesen, 1916-ban jelent meg először az irodalomban az „I ja ljubim...” című versével, amely a Pobratim nevű zágrábi ifjúsági lapban jelent meg. Első verseskötetét 1931-ben adta ki „Lirika” címmel, amiért megkapta a Jugoszláv Akadémia díját. Számos újságnak és irodalmi folyóiratnak (Pobratim, Književna republika, Savremenik, Kritika, Hrvatska revija, Vienac...) volt a munkatársa. Irodalmi kritikákat ad ki. Költői műveit tíz verseskötet tartalmazza. Cesarić bekerült a „Poeti del mondo” című olasz világszöveg-antológiába és a német kortárs európai dalszövegek antológiájába, és verseit számos világnyelvre lefordították. 1964-ben elnyerte a Vladimir Nazor irodalmi díjat, 1976-ban pedig a Goran koszorút.
Költeményei nem egy előre meghatározott sztereotip forma valamiféle verbális utánzásával jöttek létre, hanem az eredeti élmény kifejezői. Dalai természetes mederben folynak, és még ha a felszínen „zártnak” is tűnnek, van mögöttük egy gondolat, egy ötlet, nem véletlenek sorozata, hanem belső mentális képek, őszinte érzelmek kiáradása. Elmondható, hogy Cesarić versszövegeinek van még egy olyan vonása, amely nemcsak ritkának, de egyedülállónak is tűnik a 20. századi horvát költészetben. A költő alkalmankénti, de nagyon meggyőző kísérletei ezek az öröm újraélesztésére a művészet szférájában, amelyben valami méltatlan indítékból, régóta elfojtották. Jellemző, hogy az ilyen gondolatok általában a költő esti és éjszakai motívumaiban jelennek meg olyan környezetben, ahol más költők a legsötétebb költeményeiket alkották. Cesarić számos strófája a nagyváros elsötétült tájáról fluoreszkáló virágként bukkan fel a szemünk előtt (U suton, Slavlje večeri...).
A nagy horvát költők közül Cesarić azok közé tartozik, akik valószínűleg a legkevesebbet írtak. Több mint fél évszázad alatt csak mintegy száz verset írt, amelyek ritkán terjednek át a következő oldalra. Valószínűleg sok „könny és szó” rejtve maradt Cesarićban, rejtve a világ többi része elől, ahogy a „Sakrivena bol” című versében önmagáról szól.
Műfordítói munkássága során német, orosz, olasz, bolgár és magyar nyelvből fordított műveket.

## Főbb művei
- Lirika, Zagreb, 1931
- Spasena svjetla, Zagreb, 1938
- Izabrani stihovi, Zagreb, 1942
- Pjesme, Zagreb, 1951
- Knjiga prepjeva, Zagreb 1951
- Osvijetljeni put, Zagreb, 1953
- Tri pjesme, Zagreb, 1955
- Goli časovi, Novi Sad, 1956
- Proljeće koje nije moje, Zagreb, 1957
- Izabrane pjesme, Zagreb, 1960
- Poezija, Skoplje, 1965
- Moj prijatelju, Zagreb, 1966
- Slap, izabrane pjesme, Zagreb, 1970
- Svjetla za daljine, Beograd, 1975
- Izabrana lirika, Beograd, 1975
- Izabrane pjesme i prepjevi, Sarajevo, 1975
- Pjesme. Memoarska proza, Zagreb, 1976
- Voćka poslije kiše, Zagreb, 1978

### Posztumusz kiadott művek
- Spasena svjetla, Zagreb, 1985
- Srebrna zrnca u pjesniku, Zagreb, 1985
- Balada iz predgrađa, Zagreb, 1992
- Povratak, Zagreb, 1995
- Kadikad, Zagreb, 1997
- Dobriša Cesarić. Pjesme., ABC naklada, Zagreb, 2007
- Izabrana djela, Matica hrvatska, Zagreb, 2008

## Emlékezete
- Szülővárosában, Pozsegán 2003 óta rendezik meg a Dobriša Cesarić Napokat, amelyen átadják a róla elnevezett horvát költészeti díjat, a Dobriša Cesarić-díjat.

- Eszéken, 2011-ben, a Horvát Tudományos és Művészeti Akadémia Eszéki Intézetének szervezésében, a Horvát Tudományos és Művészeti Akadémia fennállásának 150. évfordulója alkalmából, az Eszéki Egyetem Filozófiai Karán rendezett emlékülést Dobriša Cesarić akadémikus alakjának és munkásságának szentelték.

## Fordítás
Ez a szócikk részben vagy egészben  a   Dobriša Cesarić című horvát Wikipédia-szócikk ezen változatának fordításán alapul.  Az eredeti cikk szerkesztőit annak laptörténete sorolja fel. Ez a jelzés csupán a megfogalmazás eredetét és a szerzői jogokat jelzi, nem szolgál a cikkben szereplő információk forrásmegjelöléseként.